# Thiagus Petrus
Thiagus Petrus Gonçalves dos Santos (* 25. Januar 1989 in Juiz de Fora, Brasilien) ist ein brasilianischer Handballspieler. Der 1,98 m große linke Rückraumspieler spielt für die Brasilianische Nationalmannschaft und seit 2025 für den ungarischen Verein One Veszprém HC.

## Karriere

### Verein
Im Jahr 2002 kam Thiagus Petrus erstmals mit Freunden mit dem Handballspiel in Kontakt. Ab 2004 spielte er für den ortsansässigen Verein Olímpico Atlético Clube. 2006 wechselte er in die Jugend von EC Pinheiros nach São Paulo, wo er ein Jahr später Teil der Männermannschaft wurde. Neben drei brasilianischen Meisterschaften gelang 2011 auch der Gewinn der Panamerikameisterschaft der Vereinsmannschaften.
2012 wagte der Rückraumspieler den Sprung nach Europa zum spanischen Spitzenklub Naturhouse La Rioja, mit dem er 2014 und 2015 Vizemeister der Liga ASOBAL wurde sowie international an EHF-Pokal und EHF Champions League teilnahm.
Nach drei Jahren verließ er Spanien und unterschrieb beim ungarischen Verein SC Pick Szeged, mit dem er 2018 die Meisterschaft erringen konnte.
Ab 2018 lief der Defensivspezialist für den spanischen Rekordmeister FC Barcelona auf, mit dem er mehrere Meistertitel und Pokalsiege feiern konnte. In der EHF Champions League 2019/20 unterlag er mit Barça erst im Endspiel dem THW Kiel. In den beiden darauffolgenden Jahren gewann er mit Barcelona die EHF Champions League.
Zur Saison 2025/2026 wechselte Petrus zum ungarischen Verein One Veszprém HC.

### Nationalmannschaft
In der Brasilianischen Nationalmannschaft bestritt Thiagus Petrus, Kapitän der Seleção, bisher 175 Länderspiele, in denen er 235 Tore erzielte. Bei der Handball-Panamerikameisterschaft der Männer gewann er 2016 Gold sowie 2012 und 2018 Silber. Thiagus Petrus nahm auch an den Olympischen Spielen 2016 teil und erreichte den siebten Platz. Bei den Weltmeisterschaften 2011 (21. Rang), 2013 (13. Rang), 2015 (16. Rang), 2017 (16. Rang), 2019 (9. Rang) und 2023 (17. Rang) war er ebenfalls fester Bestandteil. Mit Brasilien nahm er an den Olympischen Spielen in Tokio teil. Bei der Weltmeisterschaft 2025 warf er ein Tor in sechs Spielen und belegte mit dem Team den 7. Platz.

## Erfolge und Auszeichnungen
- mit EC Pinheiros
  - Brasilianischer Meister 2009, 2010, 2011
  - Panamerikanischer Meister 2011

- mit Pick Szeged
  - Ungarischer Meister 2018

- mit FC Barcelona
  - Spanischer Meister 2019, 2020, 2021, 2022, 2023, 2024
  - Spanischer Pokalsieger 2019, 2020, 2021, 2022, 2023, 2024, 2025
  - Spanischer Königspokalsieger 2019, 2020, 2021, 2022, 2023, 2024
  - Spanischer Supercupsieger 2018, 2019, 2020, 2021
  - Iberischer Supercupsieger: 2022, 2023, 2024
  - Katalanischer Supercupsieger 2018, 2019, 2020, 2021, 2022, 2023, 2024
  - EHF-Champions-League-Sieger 2021, 2022, 2024
  - bester Defensivspieler der Liga ASOBAL 2019, 2021, 2022

- mit Brasilien
  - Panamerikameisterschaft: Gold 2016, Silber 2012 und 2018
  - Bester linker Rückraumspieler der Panamerikameisterschaft 2018
  - Panamerikanische Spiele: Gold 2015, Silber 2011 und 2023